# St. Leonhard (Sulzdorf an der Lederhecke)

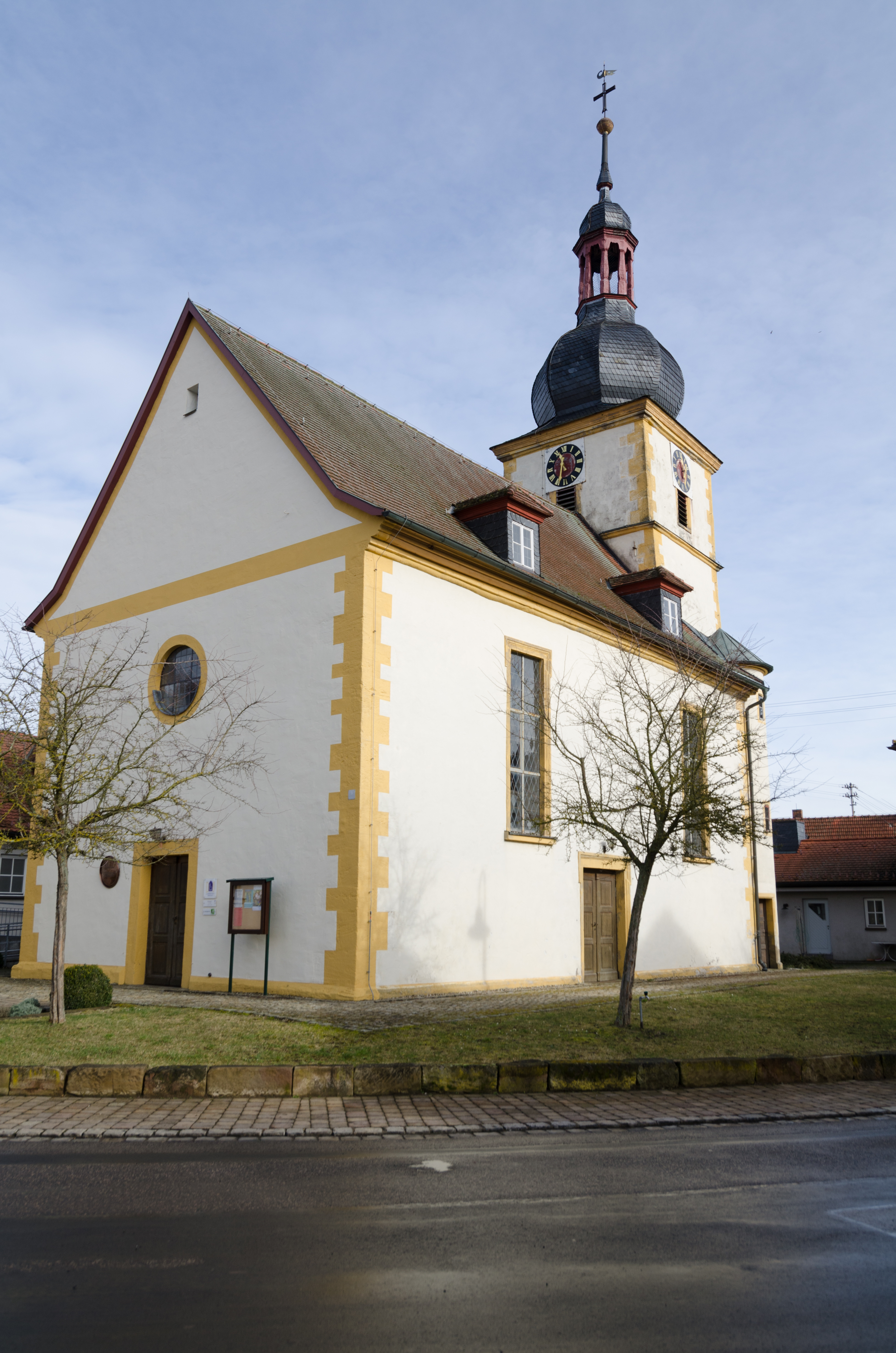
Die Kirche in Sulzdorf an der Lederhecke

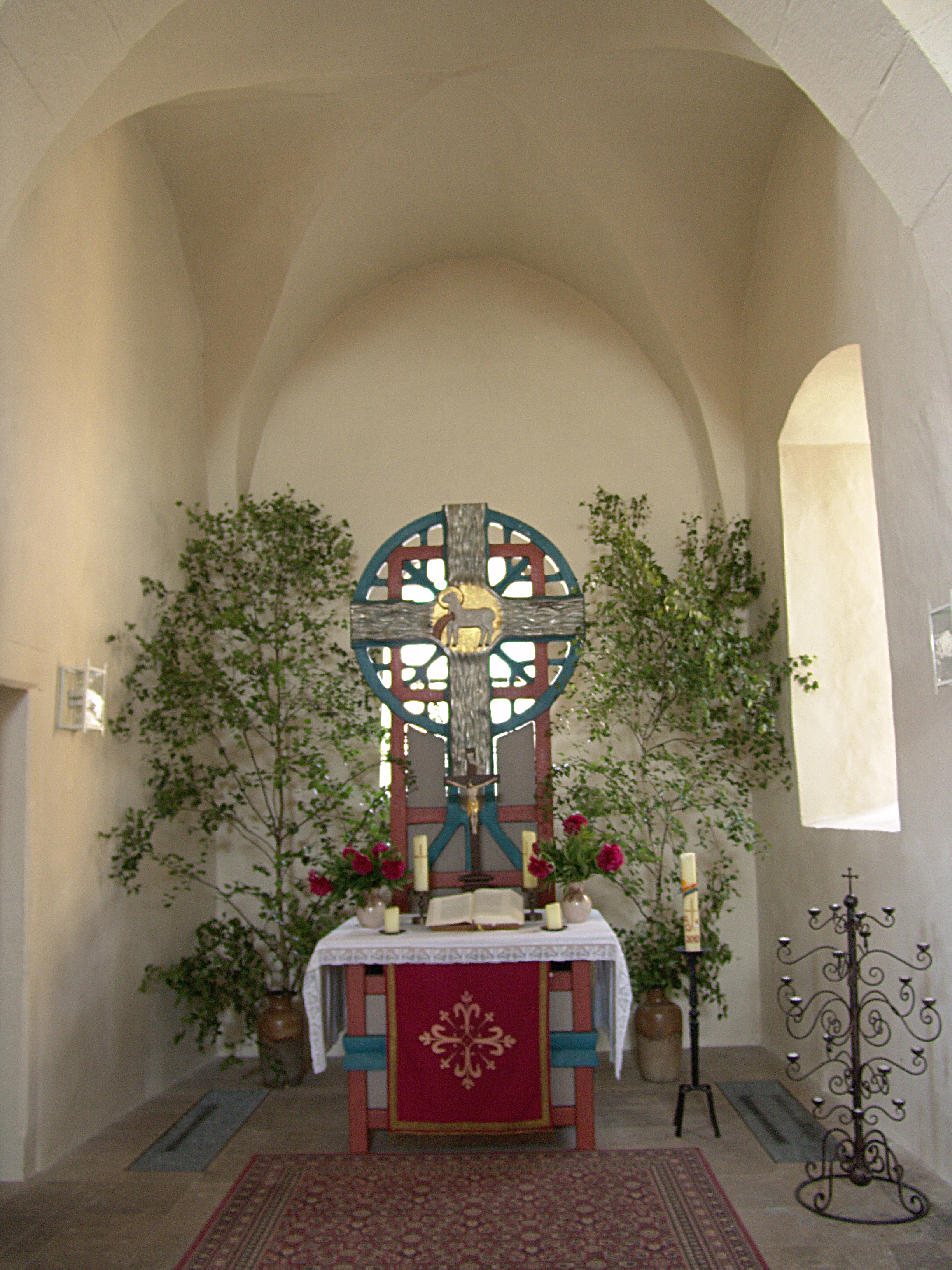
Chorraum der Kirche

Die evangelisch-lutherische Pfarrkirche St. Leonhard ist die Dorfkirche von Sulzdorf an der Lederhecke im unterfränkischen Landkreis Rhön-Grabfeld. Die Kirche gehört zu den Baudenkmälern von Sulzdorf an der Lederhecke und ist unter der Nummer D-6-73-172-1 in der Bayerischen Denkmalliste registriert. Die Kirchengemeinde ist Teil der Pfarrei Sulzdorf an der Lederhecke–Zimmerau im Dekanat Bad Neustadt an der Saale der Evangelisch-Lutherischen Kirche in Bayern.

## Geschichte
Im Jahr 1470 wird eine Kirche St. Leonhard in Sulzdorf an der Lederhecke erwähnt. Bei Übernahme des Dorfes durch die Familie Truchseß von Wetzhausen im Jahr 1602 war das Dorf nahezu vollständig protestantisch. Ältester Bauteil der heutigen Kirche sind die spätmittelalterlichen Untergeschosse des Kirchturms, einem Chorturm. Das Langhaus und die Obergeschosse des Kirchturms entstanden im 18. Jahrhundert.

## Beschreibung
Das Langhaus besitzt ein Tonnengewölbe und zwei Fensterachsen. Die Fenster sind Segmentbögen. Der Chor im Untergeschoss des östlichen Chorturms hat ein Kreuzgratgewölbe. Chor und Langhaus trennt ein Spitzbogen. Dem Kirchturm mit Zwiebelhaube und Laterne steht südlich ein rundes Treppentürmchen zur Seite.

## Ausstattung
Der Altar im Chor trägt ein Kreuz mit einer Darstellung des Gotteslamms. Links neben dem Chorbogen befindet sich die Kanzel mit Figuren der vier Evangelisten. Die doppelte Empore nimmt die südliche und westliche Wand ein. An ihrer Westseite befindet sich die Orgel.